# Styposis colorados
Styposis colorados là một loài nhện trong họ Theridiidae.
Loài này thuộc chi Styposis. Styposis colorados được Herbert Walter Levi miêu tả năm 1964.